# Mascarade d'amour (film, 1952)
Pour les articles homonymes, voir Mascarade d'amour.
Pour plus de détails, voir Fiche technique et Distribution.
Mascarade d'amour (Doña Francisquita) est un film espagnol réalisé par Ladislas Vajda, sorti en 1952.

## Fiche technique
- Titre : Mascarade d'amour
- Titre original : Doña Francisquita
- Réalisation : Ladislas Vajda
- Scénario : José Luis Colina, José Santugini et Ladislas Vajda d'après la zarzuela Doña Francisquita
- Photographie : Antonio L. Ballesteros
- Montage : Julio Peña et Antonio Ramírez de Loaysa
- Production : Benito Perojo
- Société de production : Producciones Benito Perojo
- Pays :  Espagne
- Genre : Comédie et film musical
- Durée : 88 minutes
- Dates de sortie : 
  -  Espagne : 22 décembre 1952

## Distribution
- Mirtha Legrand : Doña Francisquita
- Armando Calvo : Fernando
- Antonio Casal : Cardona
- Manolo Morán : Lorenzo
- Emma Penella : Aurora « La Beltrana »
- Julia Lajos : Doña Francisca
- José Isbert : Maître Lambertini
- Jesús Tordesillas : Don Matías

## Distinctions
Le film a été présenté en sélection officielle en compétition au Festival de Cannes 1953.